# Forcipomyia thabinana
Forcipomyia thabinana är en tvåvingeart som beskrevs av Meillon 1959. Forcipomyia thabinana ingår i släktet Forcipomyia och familjen svidknott. Inga underarter finns listade i Catalogue of Life.